# Igor Pretnar
Igor Pretnar, född den 3 april 1924 i Ljubljana, Slovenien och död den 8 april 1977 i samma stad, var en slovensk film- och teaterregissör. Han var regissör för Onkel Vanja av Anton Tjechov på Ljublana stadsteater 1957 och han regisserade bland annat filmen Idealist från år 1976, som blev utnämnd till "bästa film" på Pula Film Festival 1976. Filmen blev även nominerad till Golden Prize på Moskvas internationella filmfestival 1977.

## Filmografi
- Tri zgodbe (1955)
- Pet minuta raja (1959)
- Samorastniki (1963)
- Lažnivka (1965)
- Idealist (1976)[4]